# Al ataque (Antena 3)
Al ataque fue un programa español de televisión de humor, sketches y actualidad emitido por la cadena Antena 3 en la temporada 1992-1993.

## Formato
Programa paródico, marcado por la personalidad y el peculiar sentido del humor de su director y presentador, el periodista Alfonso Arús. En el espacio se incluían gags, videos domésticos, parodias e imitaciones. El formato era muy similar a un programa anterior de Arús, Força Barça, pero con más personajes aparte de los deportivos. El estilo del programa era definido por sus creadores como de "cutre salchichero" y se caracterizaba por una producción extremadamente barata, con personajes disfrazados con caretas de látex (excepto cuando el personaje imitado se parecía a su imitador) y escenarios que eran cromas claramente pintados. Alfonso Arús daba paso a las secciones y sketches con Goya Toledo como azafata.

### Personajes
El programa basaba buena parte de su humor en personajes que podían ser imitaciones de famosos o inventados. Entre ellos destacan:
- Julio Iglesias (Alfonso Arús) y Papuchi (Sergi Mas): El conocido cantante español comenta las noticias musicales con su padre. Su latiguillo es "¡Wheah!" , que pronuncia de un modo muy enfático, a menudo asustando a su padre.
- Pepe Gáfez (Alfonso Arús): Un hombre muy gafe que viste de amarillo con gafas enormes del mismo color y va provocando la desgracia allá donde va, especialmente a aquellos a los que desea buena suerte. Es una imitación del cantante José Vélez, aunque nunca se lo mencionó por su nombre. Su latiguillo es "¡Qué mala suerte!"[3]
- Bernardo "Palomino" (Oriol Grau): Un guitarrista exageradamente feo con orejas enormes, parodia del cantante Bernardo Cortés Maldonado.
- Rosa Conde (Andreu Buenafuente): La Ministra Portavoz del Gobierno que intentaba explicar, sin mucho éxito ya que tenía constantes confusiones al hablar, las noticias políticas.
- El Cordobés (Alfonso Arús) y Andrés Caparrós (Sergi Mas): El torero español aparecía con una pata de jamón y una ensaimada en la cabeza y estaba siempre acompañado por el presentador, con el cual interactuaba sin mirarle nunca a la cara. Sus respectivos latiguillos eran: "¡Er jamón!" y (canturreando) "Buenas noches berere berere berebé".
- Antonio Guerra o "El Patillas" (Xavier Martin): Hermano de Alfonso Guerra que se hizo famoso en el programa por un vídeo (real) en el que amenazaba a unos periodistas con la frase "¡Te vas a comer las patillas, mamón!". Antonio siempre está enfadado e insultando a todo el mundo, afortunadamente siempre que va a pelearse con alguien aparecen dos hombres que lo sujetan.
- Paco Lobatón (Alfonso Arús): presentador del programa "Quién sabe ande". A diferencia de su contrapartida real, el Lobatón de Arús tenía que tratar de encontrar desaparecidos contando con un equipo muy básico y la dudosa ayuda de su incompetente redactor Torcuato.
- Vanessa (Oriol Grau): Una niña muy malcriada y rebelde.
- Cejis (Andreu Buenafuente) y mujer (Alfonso Arús): Un hombre muy sucio y desconsiderado hacia su mujer, quien lo aguanta con relativa paciencia. El latiguillo de la mujer es "¡Aquí, en Madrid!"
- Fabrique: Un mecánico holgazán e incompetente.
- Er niño der mechero (Nombre real: Cesáreo o "El Chicharra"): Técnicamente es una persona real que no llegó a ser imitada por el programa, pero otros personajes decían variantes de su latiguillo. Apareció en la sección "Arús con leche". Era un joven de etnia gitana al que mientras le están haciendo una entrevista una amiga suya (a la que él denomina "la mierda la Sole" y que no aparece en pantalla) le lanza un huevo. Esto provoca el enfado del joven y que amenace con golpearla con un mechero mientras el resto de su familia se ríe. Más adelante salió junto con la "Sole" en una entrevista realizada por Javier Cárdenas en el mismo programa en el que explica con detalle todo lo sucedido en aquel momento.
- Carlos Jesús: Era un supuesto clarividente al cual entrevistó Javier Cárdenas en 2 ocasiones, emitiéndose en el programa fragmentos de dichas entrevistas acompañados de sketchs imitando al personaje protagonizados por Alfonso Arús y el propio Javier Cárdenas. Dicho personaje afirmaba ser la reencarnación de Jesucristo y que vivía en el planeta Raticulín. También afirmaba que poseía 3 personalidades distintas: Carlos Jesús hablaba de forma normal, era su personalidad "normal", cuando se transformaba en Micael hablaba con un tono de robot, y cuando se transformaba en Cristopher usaba un tono mucho más agudo y afirmaba ser el que maneja la nave principal en el planeta Ganímedes.

### Secciones
Se incluían las siguientes secciones fijas:
- El fútbol es así: Tertulia deportiva.[4]
- El latiguillo, en la que sobre imágenes de declaraciones de personajes famosos, se enumeraban las veces en que repetía una determinada expresión o latiguillo.
- Las pifias: Sección de tomas falsas.
- Entrevistas: Realizadas por Javier Cárdenas a personajes estrafalarios como Carlos Jesús, quién afirmaba poder transfigurarse en un ser que habita en el planeta Raticulín o Tristan Braker, el cazafantasmas.

## Equipo
Además de Arús y su colaborador Cárdenas, formaban parte del equipo el periodista Jorge Salvador y un equipo de imitadores que incluía a Andreu Buenafuente, Fermí Fernández, Oriol Grau y Sergi Mas.

## Productos derivados
El espacio contó con su propia revista homónima de historietas. En 1994 Arús presentó otro programa de muy similares características llamado El Chou.